# Вихайоки
Вихайоки — река в России, протекает по территории Приморского городского поселения Выборгского района Ленинградской области. Длина реки — 1,6 км, площадь водосборного бассейна — 42,5 км².
Река берёт начало из Высокинского озера на высоте 10,5 м над уровнем моря.
Впадает в Финский залив.
Населённые пункты на реке отсутствуют.
Код объекта в государственном водном реестре — 01040300512002000008303.